# Luna Leopold
Luna Bergere Leopold (Albuquerque, 8 de outubro de 1915 — Berkeley, 23 de fevereiro de 2006) foi um geomorfologista e hidrologista estadunidense.

## Obras
- Leopold, Luna B. (1997). Water, Rivers and Creeks. University Science Books. ISBN 0-935702-98-9.
- Leopold, Luna B. (1981). Water. Time Life Education. ISBN 0-8094-4075-X.
- Leopold, Luna B. (2006, reprint). A View of the River. Harvard University Press; New Ed edition. ISBN 0-674-01845-1.
- Leopold, Luna B.; Wolman, M. Gordon; and Miller, John P. (1995). Fluvial Processes in Geomorphology. Dover Publications. ISBN 0-486-68588-8.
- Leopold, Aldo and Leopold, Luna B. (editor) (1972, reprint). Round River. Oxford University Press, USA. ISBN 0-19-501563-0.
- Leopold, Luna B. (1966). Water (Series: LIFE Science Library), Time Incorp, ISBN B000GQO9SM.
- Leopold, Luna B. (1974). Water: A Primer. W H Freeman & Co. ISBN 0-7167-0263-0.